# ヘンリー・ヴァン・ダイク
ヘンリー・ジャクソン・ヴァン・ダイク・ジュニア（Henry Jackson van Dyke Jr.、1852年11月10日 - 1933年4月10日）は、アメリカ合衆国の作家、教育者、外交官、聖職者である。

## 若年期と教育
ヴァン・ダイクは1852年11月10日にペンシルベニア州ジャーマンタウンで生まれた。父のヘンリー・ジャクソン・ヴァン・ダイク・シニア（1822年-1891年）はブルックリンの長老派教会の聖職者で、反奴隷制度廃止運動家として知られていた。一族のルーツは、1652年にオランダから北米に移住したヤン・トマッセ・ファン・ダイク(Jan Thomasse van Dijk)に遡る。
ヴァン・ダイクは、1869年にポリー・プレップ・カントリー・デイスクール、1873年にプリンストン大学、1877年にプリンストン神学校を卒業した。

## キャリア
1899年から1923年までプリンストン大学で英文学の教授を務めた。彼の影響を受けた学生の中には、後に旅行作家となるリチャード・ハリバートン（1900年-1939年）がいた。
ヴァン・ダイクは、長老派協会で初めて印刷版となった1906年の祈祷書の執筆委員会の委員長を務めた。1908年から1909年にかけて、パリ大学の講師を務めた。

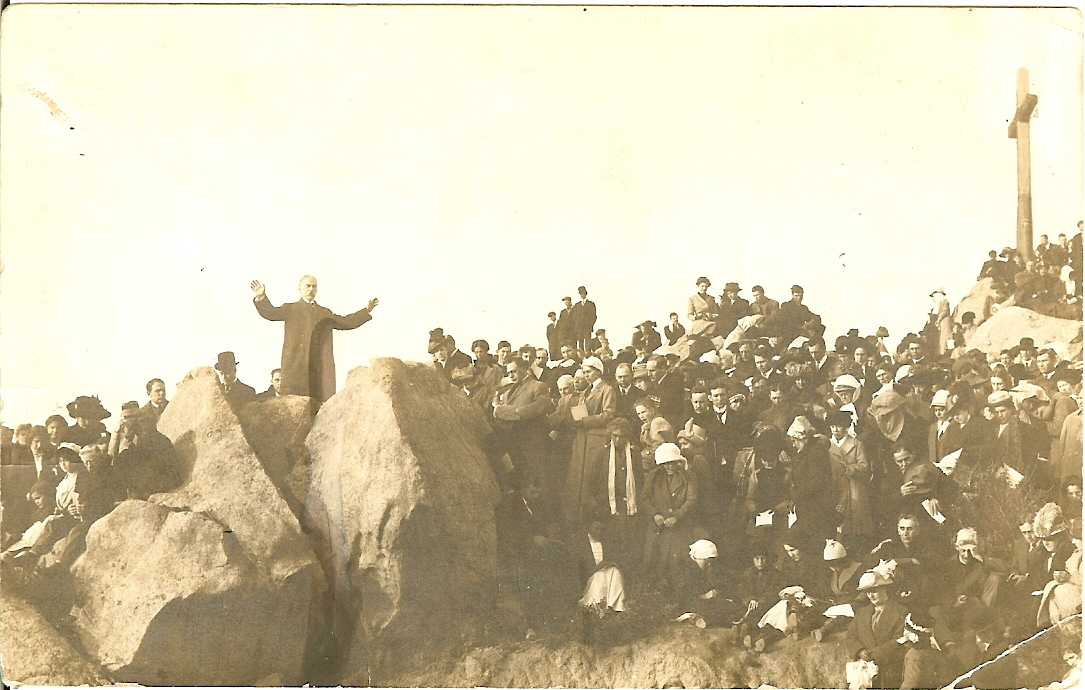
カリフォルニア州リバーサイドのルビドゥ山山頂でのイースター・サンライズ礼拝で祈りを捧げるヘンリー・ヴァン・ダイク（1913年）

ヴァン・ダイクの友人で同級生だったウッドロウ・ウィルソン大統領の指名で、1913年にオランダとルクセンブルクの大使に就任した。就任後まもなく、ヨーロッパで第一次世界大戦が勃発し、ヨーロッパ中のアメリカ人がオランダに避難した。大使としての経験は浅かったが、ヴァン・ダイクはヨーロッパにいるアメリカ人の権利を維持し、彼らを救済するための仕事を組織的に行った。後にこの時の経験と認識を1921年の著書"Pro Patria"（ラテン語で「父祖の地」の意）にまとめている。
ヴァン・ダイクは1916年12月初旬に大使を辞任し、アメリカに帰国した。その後、アメリカ芸術文学アカデミー会員に選出され、その他多くの栄誉を受けた。
ヘレン・ケラーはヴァン・ダイクの友人だった。ケラーはヴァン・ダイクについて、次のように書いている。「ヴァン・ダイク博士は、人が困難な問題に直面した時に持つべき友人のようなものである。誰かのため、あるいは自分が興味を持っている大義のためであれば、彼は昼夜を問わず労を惜しまないだろう。ヴァン・ダイク博士は言う。『私は楽観主義者ではない。世界と私の中にはあまりにも多くの悪がある。私は悲観主義者でもない。世界と神の中にはあまりにも多くの善がある。だから私はただの改善主義者で、神が世界をより良くしてくださることを信じて、自分の力を尽くして、それがもっと良くなることを願っている。』」
1910年4月23日にニューヨークのブリック長老派教会で行われたマーク・トウェインの葬儀は、ヴァン・ダイクが司祭を務めた。
ヴァン・ダイクは1933年4月10日に死去し、プリンストン墓地に埋葬された。"Henry Van Dyke: A Biography"（ヘンリー・ヴァン・ダイク: 伝記）というヴァン・ダイクの伝記が、息子のターシャス・ヴァン・ダイクによって1935年に出版された。

## 著作

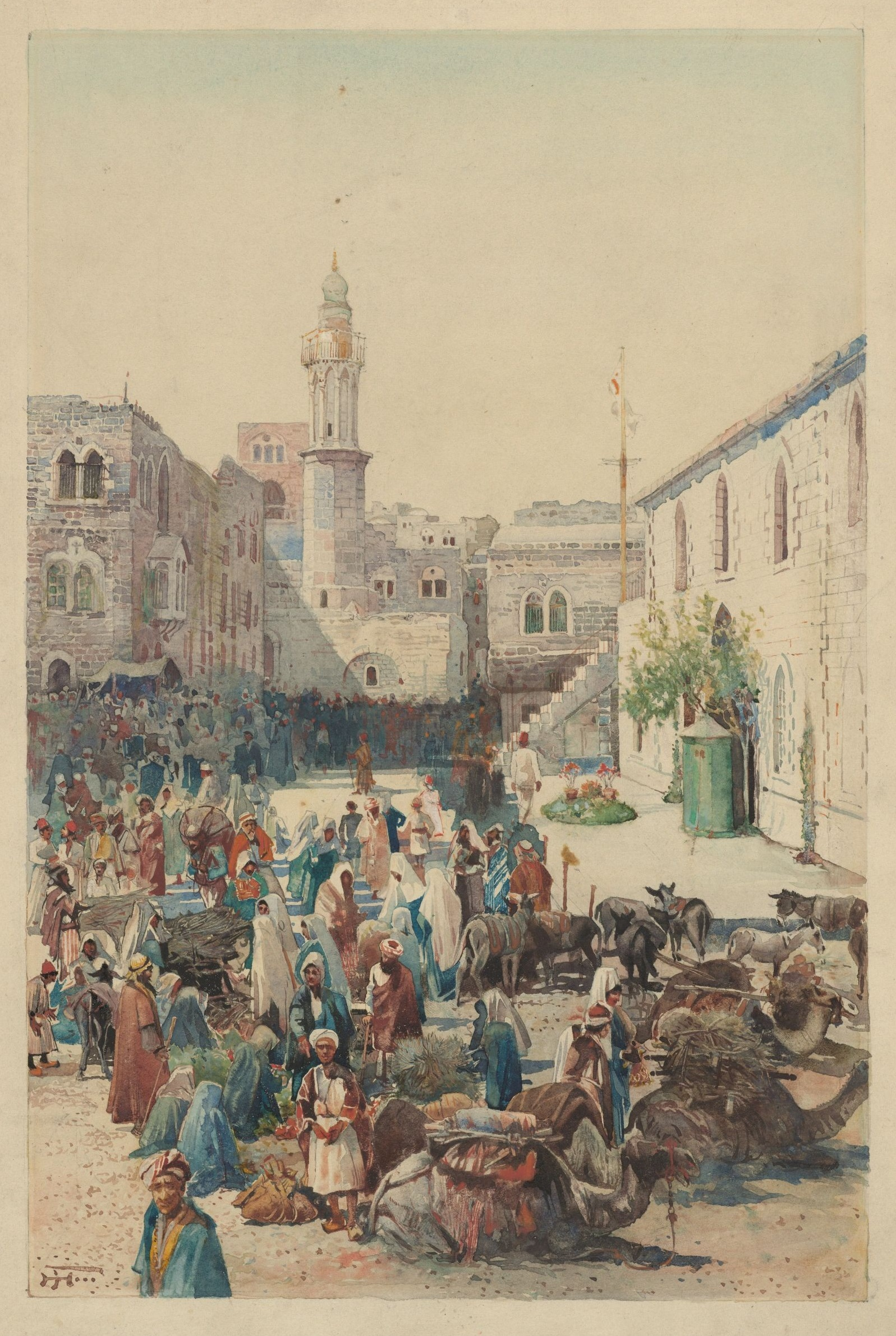
ハリー・フェンによる"Out-of-Doors in the Holy Land"（1908年）の挿し絵

ヴァン・ダイクの著作物の中で最も知られているのは、2つのクリスマスに関する物語、『もう一人の博士』（The Other Wise Man、1896年）と"The First Christmas Tree"（1897年）である。"Little Rivers"（1895年）や"Fisherman's Luck"（1899年）に収録された詩や賛美歌、エッセイにも、様々な宗教的テーマが表現されている。1907年、ベートーヴェンの『歓喜の歌』に新たに英語の歌詞をつけて『ジョイフルジョイフル』という賛美歌とした。ノヴァーリスが最初に導入したロマン主義の重要な象徴にちなんで名づけられた"The Blue Flower"（青い花、1902年）にいくつかの短編小説を編纂した。また、共同執筆した小説"The Whole Family"（1908年）にも一章を寄稿している。
ヴァン・ダイクの最も有名な詩の一つに"Time Is"（時は）がある。友人のスペンサー・トラスク、カトリーナ・トラスク夫妻の家の庭の日時計の碑文として作られたものであり、"For Katrina's Sundial"（カトリーナの日時計のために）とも呼ばれる。以下に掲げるこの詩の第二部は、ダイアナ妃の葬儀で読まれた。
Time is 

Too slow for those who Wait,

Too swift for those who Fear, 

Too long for those who Grieve, 

Too short for those who Rejoice, 

But for those who Love,

Time is not.
（日本語訳）
時は、

待つ者には遅すぎ、

恐れる者には速すぎ、

悲しむ者には長すぎ、

喜ぶ者には短かすぎる。

しかし、愛する者には、

時はそうではない。
上掲のものはオリジナルの形であるが、"not"を"Eternity"（永遠）とするバージョンもある。
アメリカのバンド、イッツ・ア・ビューティフル・デイの1969年のデビューアルバム『イッツ・ア・ビューティフル・デイ』に収録された曲『タイム・イズ』、マーク・マスリの2009年の曲『タイム』は、この詩からインスピレーションを受けたものである。
2001年9月11日のアメリカ同時多発テロ事件のイギリス人犠牲者のために2003年に建立された追悼碑には、この詩の上掲の部分が刻まれている。この詩は、ボブ・ジョンソンの2013年の小説"Child of Time"のエンディングにも使われている。

## 作品一覧

### 短編
- Among The Quantock Hills, from Days Off and Other Digressions
- Antwerp Road
- The Art of Leaving Off, from Days Off and Other Digressions
- Ashes of Vengeance (a half-told tale)
- Beggars Under the Bush
- Between The Lupin and The Laurel, from Days Off and Other Digressions
- The Blue Flower
- Books That I Loved as a Boy, from Days Off and Other Digressions
- The Boy of Nazareth Dreams
- A Brave Heart, from The Ruling Passion collection
- The Broken Soldier and the Maid of France
- A Change of Air
- A City of Refuge
- A Classic Instance
- The Countersign of The Cradle
- Days Off, from Days Off and Other Digressions
- Diana and the Lions (a half-told tale)
- A Dream-story: The Christmas Angel
- The Effectual Fervent Prayer
- The First Black Christmas
- The First Christmas-Tree[10]
- A Friend of Justice, from The Ruling Passion collection
- The Gentle Life, from The Ruling Passion collection
- A Handful Of Clay
- The Hearing Ear
- The Hero and Tin Soldiers
- His Other Engagement, from Days Off and Other Digressions
- A Holiday in a Vacation, from Days Off and Other Digressions
- Humoreske
- In the Odour of Sanctity
- Justice of the Elements (a half-told tale)
- The Keeper of the Light, from The Ruling Passion collection
- The Key of the Tower
- The King's High Way
- The King's Jewel
- Leviathan, from Days Off and Other Digressions
- Little Red Tom, from Days Off and Other Digressions
- The Lost Boy[11]
- The Lost Word: A Christmas Legend of Long Ago
- A Lover of Music, from The Ruling Passion collection
- Lucifer's Virgin Body
- The Mansion, Christmas story
- Messengers at the Window
- The Mill
- The Music-Lover
- The New Era and Carry On (a half-told tale)
- The Night Call
- Notions About Novels, from Days Off and Other Digressions
- An Old Game
- The Other Wise Man
- Out-Of-Doors in the Holy Land
- The Primitive and His Sandals (a half-told tale)
- A Remembered Dream
- The Return of the Charm
- The Reward of Virtue, from The Ruling Passion collection
- The Ripening of the Fruit
- The Sad Shepherd, Christmas story
- Salvage Point
- A Sanctuary of Trees
- Silverhorns, from Boy Scouts' Book of Campfire Stories
- Sketches of Quebec
- Some Remarks On Gulls, from Days Off and Other Digressions
- Songs Out of Doors (Poems) small (duodecimo?) volume published by Scribner's, 1922
- The Source
- Spy Rock
- Fighting For Peace
- Stronghold
- The Traitor in the House (a half-told tale)
- The Unruly Sprite, a Partial Fairy Tale
- The Wedding-Ring
- What Peace Means
- The White Blot, from The Ruling Passion collection
- Wood-Magic
- A Year of Nobility, from The Ruling Passion collection
- The Red Flower

チャールズ・スクリブナーズ・サンズ社は、1920年に全16巻のヴァン・ダイク全集を出版した。

## アーカイブコレクション
長老派歴史協会では、1875年から1931年までのヴァン・ダイクの説教、メモ、演説を収録している。このコレクションには、2つの伝記エッセイと1912年に書かれた詩も含まれている。